# 3609 Liloketai
3609 Liloketai este un asteroid din centura principală, descoperit pe 13 noiembrie 1980 de Observatorul Zijinshan.